# Auguste Sicard
Auguste Sicard (Albi, 18 aprile 1839 – dopo il 1911) è stato un attivista francese.
Fu una personalità della Comune di Parigi.

## Biografia
Commerciante in crioline a Parigi, fu un attivo frequentatore dei circoli dell'opposizione anti-bonapartista. Durante l'assedio di Parigi fece parte del Comitato centrale dei venti arrondissement e il 7 gennaio 1871 firmò l'Affiche Rouge, il manifesto che chiedeva le dimissioni del governo e la creazione della Comune.
Il 18 marzo combatté sulle barricate di place Pigalle e il 25 marzo fu nominato comandante della polveriera del Trocadéro. Il 16 aprile fu eletto al Consiglio della Comune e incaricato della sorveglianza delle fabbriche di munizioni.
Durante la Settimana di sangue combatté sulle barricate del VII arrondissement e riuscì a sfuggire alla cattura dei soldati di Versailles rifugiandosi a Londra, mentre la corte marziale lo condannava a morte in contumacia.
Risultava ancora vivo nel 1911, ma s'ignora il luogo e la data della sua morte.